# 晴山駅
晴山駅（はるやまえき）は、岩手県花巻市東和町東晴山にある、東日本旅客鉄道（JR東日本）釜石線の駅である。

## 歴史
花巻と釜石を鉄道連絡することを目指して建設された岩手軽便鉄道により1914年（大正3年）4月16日に開業した。当初は762ミリメートル・特殊狭軌の軽便鉄道であった。同年12月15日に隣の岩根橋駅まで開通して中間駅となった。1936年（昭和11年）8月1日に国有化されて国鉄の駅となり、その後は国鉄標準の1,067ミリメートル軌間への改軌工事が進められた。1943年（昭和18年）9月20日から1,067ミリメートル軌間での運行が開始されている。

### 年表
- 1914年（大正3年）
  - 4月16日：岩手軽便鉄道の駅として開業、終点駅[2]。
  - 12月15日：岩根橋まで延伸開業して中間駅となる[2]。
- 1936年（昭和11年）8月1日：岩手軽便鉄道の国有化により国鉄釜石線の駅となる[2]。
- 1943年（昭和18年）9月20日：1,067ミリメートル軌間への改軌工事が完成[3]。
- 1944年（昭和19年）10月11日：国鉄釜石東線の開業に伴い、所属の路線名が釜石西線に変更となる[3]。
- 1950年（昭和25年）10月10日：国鉄釜石線の全通により、再び釜石線の駅となる[3]。
- 1962年（昭和37年）11月1日：貨物の取り扱いを廃止[4]
- 1984年（昭和59年）2月1日：荷物の扱いを廃止[4]。
- 1986年（昭和61年）11月1日：無人駅となる[5]。
- 1987年（昭和62年）4月1日：国鉄分割民営化によりJR東日本の駅となる[3]。
- 2017年（平成29年）4月1日：花巻駅の業務委託化に伴い、北上駅長管理下となる。
- 2024年（令和6年）10月1日：えきねっとQチケのサービスを開始[1][6]。

## 駅構造
単式ホーム1面1線の地上駅で、北上駅管理の無人駅である。なお、以前は島式1面2線の相対式ホームであり、列車交換が可能であった。

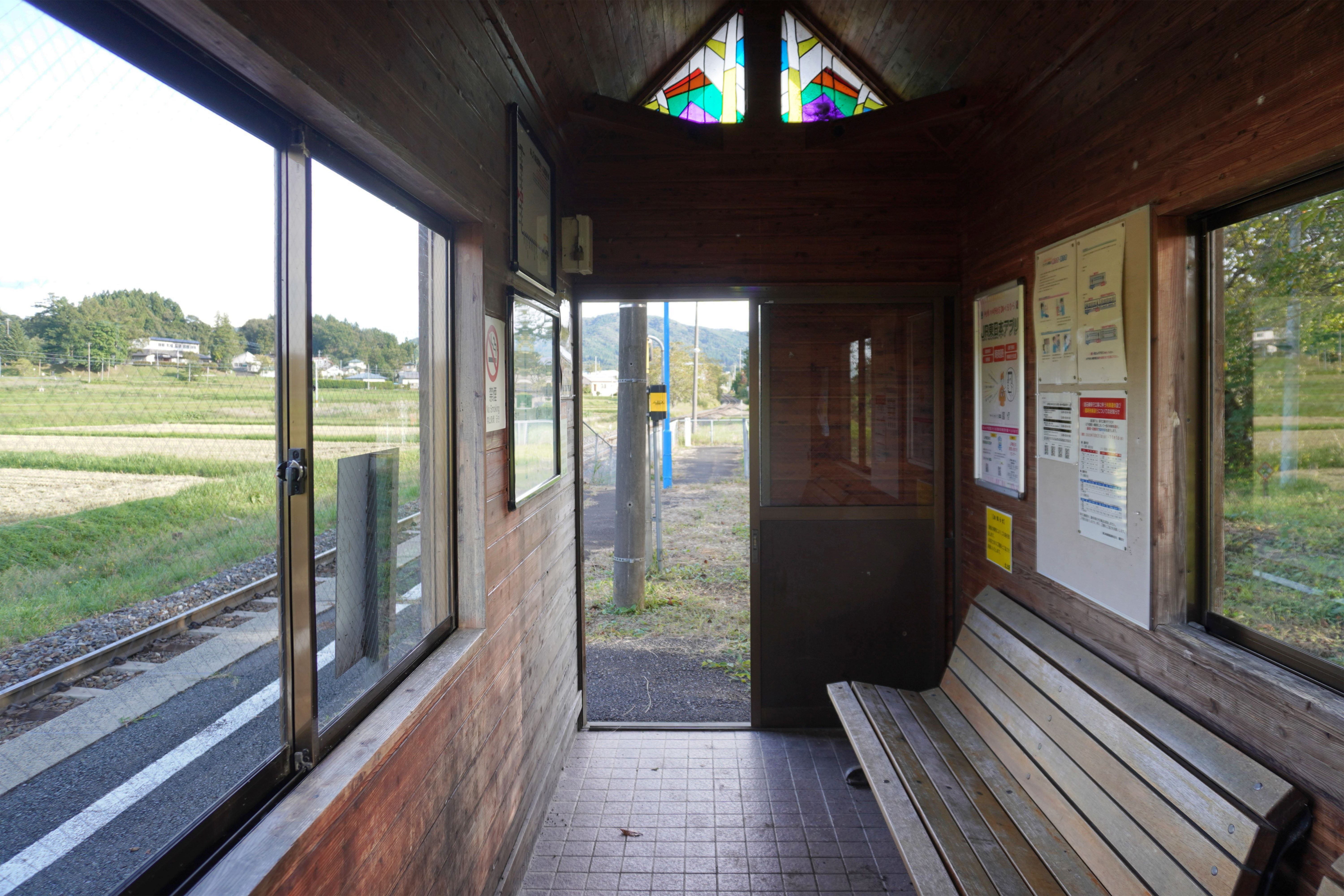
待合室（2023年10月）
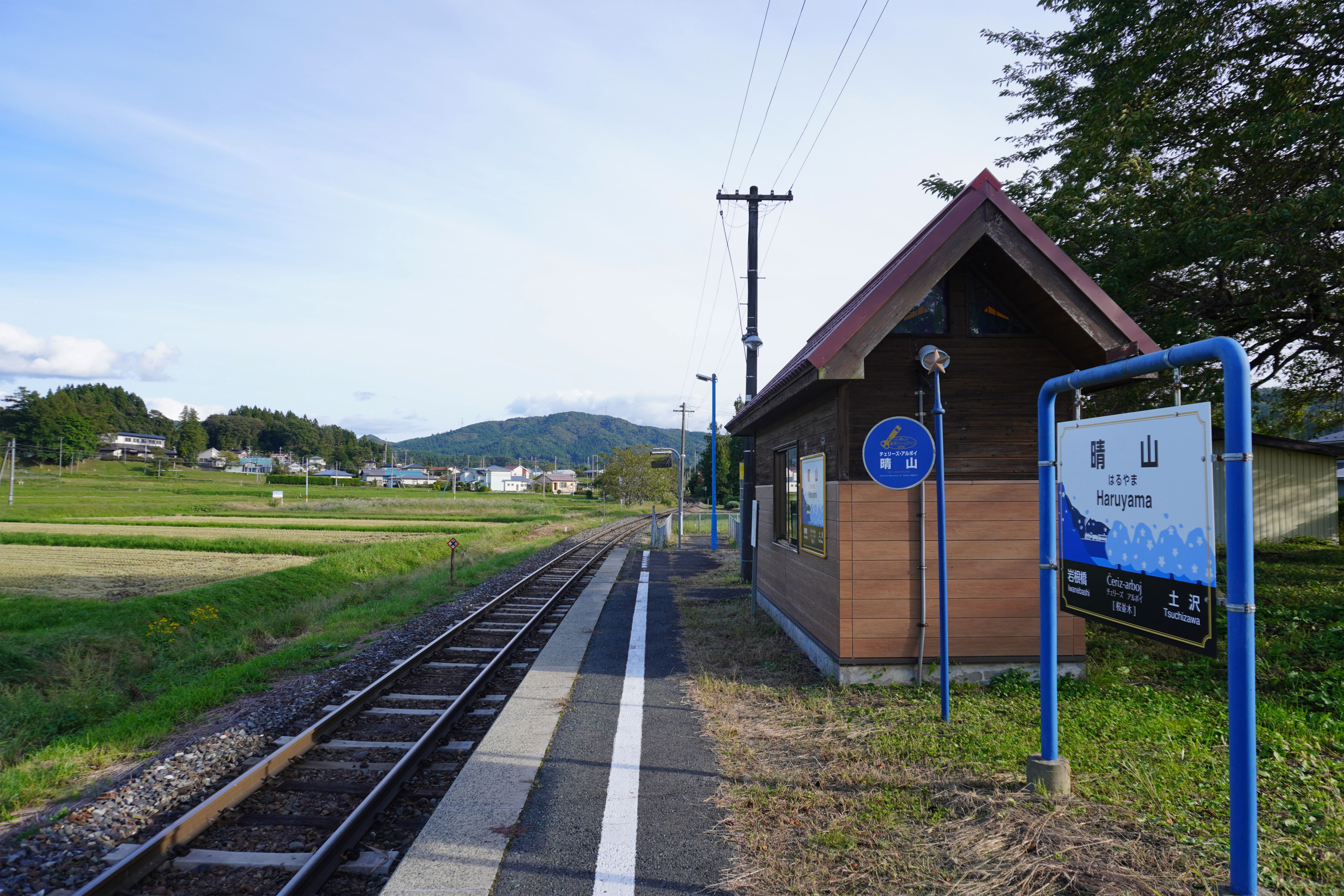
ホーム（2023年10月）

## 駅周辺
- 谷内郵便局

## その他
エスペラントによる「Ĉeriz-arboj（チェリーズ・アルボイ：桜並木）」という愛称がつけられている。

## 隣の駅
東日本旅客鉄道（JR東日本）
■釜石線
□快速「はまゆり」
通過
■普通
土沢駅 - 晴山駅 - 岩根橋駅